# Ioan Ovidiu Muntean
Ioan Ovidiu MUNTEAN (n. 20 mai 1947, Roșcani/Dobra, Hunedoara, România) este un om politic român, fost ministru al comunicațiilor în Guvernul Văcăroiu,  în anul 1996.
Originar din Roșcani, comuna Dobra, județul Hunedoara, s-a născut la 20 mai 1947. Primele patru clase le-a parcurs în cadrul Școlii Primare din Roșcani, urmând în continuare cursurile școlare la  Școala medie mixtă „Decebal” din Deva. În 1965 a absolvit cursurile liceale primind Diploma de maturitate în domeniul teoretic real, în 1971  a primit Diploma de inginer în  specialitatea Electromecanică la Institutul Politehnic Cluj, iar în anul 2000 a devenit Doctor inginer în Inginerie electrică la același prestigios Institut Politehnic,  în prezent denumit Universitatea Tehnică din Cluj-Napoca.
În cariera profesională din telecomunicațiile române distingem numirea sa din 1985 ca Inginer Șef și din 1991 ca Director al Direcției de Telecomunicații Hunedoara-Deva, în 1995 ca Președinte (PDG) la Regia Autonomă Romtelecom  București, în 1996  în Guvernul Văcăroiu ca ministru la Ministerul Comunicațiilor, în 1997 ca Director coordonator al Direcției de Telecomunicații Hunedoara – Deva, în 2003 ca și conferențiar universitar titular în cadrul Universității din Petroșani, iar în 2009 ca Rector al Universității „Mihai Eminescu” din Timișoara (până la pensionare)
Ca realizări importante legate de demnitatea de ministru al comunicațiilor merită consemnate, printre altele, elaborarea Legii Telecomunicațiilor nr. 74/1996, a Legii serviciilor poștale nr. 83/1996 și a Legii privind organizarea și funcționarea Serviciului de Telecomunicații Speciale nr. 92/1996, precum și  introducerea telefoniei mobile GSM prin acordarea pentru România a licențelor comerciale Mobifon/Connex/Vodafon și Mobicom/Dialog/Orange, dar și elaborarea unei strategii pentru introducerea internetului în România, precum și de coexistență a telecomunicațiilor în Balcani. Un lucru deosebit l-a constituit conectarea prin fibră optică a României cu Republica Moldova.
În domeniul universitar, activitatea didactică și de cercetare este relevată prin numeroase studii publicate în țară și în străinătate, din care amintim Iron ore beneficiation using roll-type separator in high intensity electric field, New Orleans, Luisiana, 1997, Cercetări experimentale privind influența câmpului electric intens asupra fenomenelor de separare a substanțelor utile din minereuri sărace și deșeuri miniere, Cluj-Napoca, 1997, Îmbogățirea concentratului de fier prin separarea în câmp electric intens, Petroșani, 1998, Electro-separation in corona field of iron ore with magnetite, Oradea, 1999, precum și elaborarea cursurilor universitare și a tratatelor în domeniul protecției mediului și a dezvoltării durabile: 1) Ioan Ovidiu Muntean, Câmpul electric intens, factor ecologic în metalurgia fierului, Editura Emia, Deva, 2000, 2) Ioan Ovidiu Muntean, Separarea minereurilor de fier în câmpul electric intens, Editura Emia, Deva, 2001, 3) Ioan Ovidiu Muntean, Procedee electrice de concentrare a minereurilor de fier cu magnetit, Editura Dacia, Cluj-Napoca, 2004, 4) Ioan Ovidiu Muntean, Tehnici de depoluare a mediului, Editura Universitas, Petroșani, 2004, 5) Ioan Ovidiu Muntean, Ecologia și protecția mediului, Editura Universitas, Petroșani, 2004, 6) Roman Morar, Ioan Ovidiu Muntean, Ioan Cugleșan, Ioan Almășan, Tehnologii de depoluare a mediului, Editura Dacia, Cluj-Napoca, 2004, 7) Roman Morar, Ioan Ovidiu Muntean, Ioan Cugleșan, Natalia Cugleșan, Ioan Pocan, Tehnologii pentru protecția mediului. Legislație, teorie, aplicații, Editura Dacia, Cluj-Napoca, 2008.
A adus de asemenea, o contribuție  importantă la bunul mers al vieții sociale din Roșcani, localitatea natală și din județul Hunedoara fiind ales sau numit în diferite funcții: în 1999 a fost ales Președintele Asociației „Morala Creștină” din Roșcani, în 2004 a fost numit directorul Revistei de cultură „Ecospirit” a Asociației „Morala Creștină” din Roșcani, în 2006 a fost ales Președinte al Composesoratului Urbarial din Roșcani, în 2008 a fost ales Președinte al Filialei Hunedoara  a Asociației Proprietarilor de Păduri, Pășuni și Terenuri Agricole din România, în 2009 a fost ales Președinte al Filialei Hunedoara a Patronatului Român, în 2010 a fost ales Președinte al Filialei Hunedoara a Uniunii Vatra Românească, organizație nonguvernamentală, iar în 2017a fost ales director al Revistei de cultură „Spirit de Roșcani” a Asociației „Morala Creștină” din Roșcani,  
A participat activ la Revoluția din Decembrie 1989 prin organizarea bunului mers al comunicațiilor specifice acesteia în județul Hunedoara atât în etapa  premergătoare cât și  în momentele de desfășurare propriu-zisă ale acesteia, precum și în perioada  următoare. Pentru această participare, în 1994 i s-a acordat de către Comisia pentru cinstirea și sprijinirea eroilor Revoluției din Decembrie 89, Certificatul de participant la Revoluția română din decembrie ‘89, în 1997 i s-a acordat de către Guvernul României Certificatul de Luptător remarcat prin fapte deosebite pentru victoria Revoluției române din decembrie ’89, în anul 2000 i s-a acordat de către Președintele României,  Brevetul de Luptător pentru victoria Revoluției române din Decembrie ‘89,  iar în 2007 i s-a acordat de către Parlamentul României Certificatul de Luptător  remarcat prin fapte deosebite. În prezent militează pentru organizarea unei aplicări corecte a Legii 341/2004 privind recunoștința față de eroii martiri și luptătorii care au contribuit decisiv la victoria Revoluției din Decembrie 89, fiind din 1999 membru cu drepturi depline al Asociației  Luptătorilor din Decembrie ‘89 Deva, precum și Președinte al Comisiei de Onoare a Asociației Județene a Răniților Revoluției și Urmașilor Eroilor Martiri Hunedoara - Deva.
În perioada 1998-2010 a fost  Epitrop al Parohiei Ortodoxe din Roșcani, Deputat al Protopopiatului Ortodoxe Deva în Adunarea Eparhială a Episcopiei Aradului și Hunedoarei și Consilier al IPS Timotei Seviciu, Episcopul Aradului și Hunedoarei.
Trebuie de asemenea consemnat faptul că în 2003 la Palatul Esterhazy din Viena (Austria) a fost investit Cavaler al Ordinului diplomatico-religios Cavalerilor Bizantini pentru protejarea Locurilor Sfinte și a Sfântului Mormânt din Ierusalim, în 2004 la Castelul Sargans (Elveția) a fost ridicat la demnitatea de Vice Guvernator al Ordinului pentru România, iar în 2006 la Mănăstirea Bochum (Slovacia) a fost investit Cavaler al Ordinului militaro-religios Sfântul Lazarus.
A elaborat mai multe studii de istoriografie, de etnografie si folclor ale ținutului natal.  Menționăm în acest context lucrările din domeniul istoriei zonei Roșcani: Tradiție nobiliară în Roșcani, Corviniana-Acta Musei Corvinensis X, Hunedoara, 2006și  Nicolae Șindea alias Ciocănești de Roșcani, Sargetia- Acta Musei Devensis, XXXV-XXXVI, 2007-2008.
În anul 2000 i s-a acordat Premiul Fundației Ethnos pentru mecenat artistic datorită realizării Proiectului cultural Roșcani-2000 al Asociației „Morala Creștină” din Roșcani,  proiect materializat în patru cărți monografice: 1) monografia etnofolclorică rurală,  Roșcani, un sat pentru mileniul III, Editura Emia, Deva, 2000, coordonată de Dr. N. A. Știucă-Markos & Co. 2) monografia Bisericii Ortodoxe Bunavestire din Roșcani,  Roșcani – biserica, monument istoric, de Dr. Zeno Karl Pinter, Editura Emia, Deva, 2001, 3) Monografia istorică a localităților Roșcani, Mihăiești, Panc, Panc-Săliște,   Roșcani, file de istorie, Editura Emia, Deva, 2002, de Dr. Vasile Ionaș și 4) monografia cercetărilor arheologice exemplare a localității Roșcani, Roșcani – cercetări arheologice, Editura Emia, Deva, 2004 de Dr. Sabin Adrian Luca.
De asemenea mai menționăm că aprecierea publică pentru contribuțiile sale în domeniul preocupărilor științifice și ale scrisului s-a concretizat în Premiul APLER pe anul 2001 pentru cartea de știință, Premiul ASLA la Salonului de carte, Oradea, 2002, Premiul I 2005  al Consiliului Județean Cluj-Napoca –DJCCPCN, pentru Filmul document, Diploma de participare  la al 27 - lea Congres al  Academiei Artelor și Științei Americano-Române, Universitatea din Oradea, 2002,  Diploma pentru acordarea Medaliei Jubiliare a Universității din Petroșani, 2003, Diplomă de Excelență a Universității Ecologice  „Traian”, Deva-2010, Diplomă pentru Merite literar-artistice, Emia, 2007, Diplomă pentru acordarea titlului de Cavaler al Cărții, decernat de Casa de Editare Emia, 2012. 
Consemnăm de asemenea ca importante aprecierile unor instituții ale statului făcute cu diferite prilejuri: Diplomă  a Prefecturii Alba și a Consiliului Județean Alba, Alba Iulia, 2002,  Diplomă de Onoare  a International Police Association - Secția română, Vața, 2001, Diplomă de excelență a STS, București, 2011, Diploma  de Onoare a Comunei Buceș, 2002, Diplomă de Excelență a localității Cinciș, Cinciș-2002 Diplome pentru acordarea titlului  de Cetățean de Onoare a Comunelor Dobra-2003,Vața-2002, Vețel-2002 și Blăjeni-2002, precum și  Diploma de Consilier de Onoare al  Consiliului Județean Hunedoara, Deva-2002.